# اوست-کورمیخا
اوست-کورمیخا (به لاتین: Ust-Kormikha) یک منطقهٔ مسکونی در روسیه است که در سرزمین آلتای واقع شده‌است.